# Cranford (New Jersey)
Cranford ist ein Township im Union County, New Jersey, USA. Das U.S. Census Bureau ermittelte bei der Volkszählung 2020 eine Einwohnerzahl von 23.847.
Cranford wurde im Jahr 1871 gegründet. Das Union County College hat seinen Hauptcampus in Cranford.

## Geographie
Nach den Angaben des United States Census Bureaus hat Cranford eine Gesamtfläche von 12,6 km2, wovon 12,5 km2 Land und 0,1 km2 (= 0,80 %) Gewässer ist. Entwässert wird Cranford durch den Rahway River, der durch Cranford mäandert und der Ortschaft den Spitznamen Venice of New Jersey verschaffte.
Cranfords geographische Koordinaten lauten 40° 39′ N, 74° 18′ W. Der Ort liegt am Garden State Parkway und der in West-Ost-Richtung verlaufenden New Jersey Route 28.
An Cranford grenzen die folgenden Ortschaften: Garwood und Westfield im Westen, die Springfield Township im Norden, Kenilworth im Nordosten, Roselle und Roselle Park im Osten, Linden im Südosten sowie Winfield Park und Clark im Süden.

## Demographie
Zum Zeitpunkt des United States Census 2000 bewohnten Cranford 22.578 Personen. Die Bevölkerungsdichte betrug 1808,6 Personen pro km2. Es gab 8560 Wohneinheiten, durchschnittlich 685,7 pro km2. Die Bevölkerung in Cranford bestand zu 93,70 % aus Weißen, 2,58 % Schwarzen oder African American, 0,04 % Native American, 2,15 % Asian, 0,02 % Pacific Islander, 0,67 % gaben an, anderen Rassen anzugehören und 0,84 % nannten zwei oder mehr Rassen. 3,89 % der Bevölkerung erklärten, Hispanos oder Latinos jeglicher Rasse zu sein.
Die Bewohner Cranfords verteilten sich auf 8397 Haushalte, von denen in 32,9 % Kinder unter 18 Jahren lebten. 63,0 % der Haushalte stellten Verheiratete, 8,8 % hatten einen weiblichen Haushaltsvorstand ohne Ehemann und 25,9 % bildeten keine Familien. 21,9 % der Haushalte bestanden aus Einzelpersonen und in 10,2 % aller Haushalte lebte jemand im Alter von 65 Jahren oder mehr alleine. Die durchschnittliche Haushaltsgröße betrug 2,62 und die durchschnittliche Familiengröße 3,09 Personen.
Die Bevölkerung verteilte sich auf 23,3 % Minderjährige, 5,3 % 18–24-Jährige, 29,4 % 25–44-Jährige, 24,1 % 45–64-Jährige und 17,9 % im Alter von 65 Jahren oder mehr. Der Median des Alters betrug 40 Jahre. Auf jeweils 100 Frauen entfielen 90,5 Männer. Bei den über 18-Jährigen entfielen auf 100 Frauen 86,2 Männer.
Das mittlere Haushaltseinkommen in Cranford betrug 76.338 US-Dollar und das mittlere Familieneinkommen erreichte die Höhe von 86.624 US-Dollar. Das Durchschnittseinkommen der Männer betrug 60.757 US-Dollar, gegenüber 41.020 US-Dollar bei den Frauen. Das Pro-Kopf-Einkommen belief sich auf 33.283 US-Dollar. 2,5 % der Bevölkerung und 1,0 % der Familien hatten ein Einkommen unterhalb der Armutsgrenze, davon waren 1,5 % der Minderjährigen und 6,3 % der Altersgruppe 65 Jahre und mehr betroffen.

## Verkehr
Innerhalb der Township gibt es per Juli 2010 insgesamt 78,69 mi. (= 126,64 km) Straßen, wovon 67,34 mi (= 108,37 km) durch die Township, 7,77 mi (= 12,50 km) durch das Union County, 1,72 mi (= 2,77 km) vom New Jersey Department of Transportation sowie 1,86 mi durch die New Jersey Turnpike Authority unterhalten werden.
Der Garden State Parkway führt durch die Township und verbindet Clark im Süden mit Kenilworth im Norden. Die Exits 136 und 137 liegen innerhalb von Cranford.

## In der Kunst
Cranford war Drehort der Filme Guess Who – Meine Tochter kriegst du nicht! (2005), Garden State, Dem Himmel so fern und September 12th.

## Berühmte Personen
- Carol Blazejowski (* 1956), Mitglied der Women’s Basketball Hall of Fame.[9]
- Maria Dizzia (* 1974), Theater- und Filmschauspielerin
- William C. Dudley (* 1952), President and CEO of the Federal Reserve Bank of New York and Vice Chairman of the Federal Reserve Open Markets Committee.
- Robert Ferro (1941–1988), Autor
- Charles N. Fowler (1852–1932), Politiker und Kongressabgeordneter, lebte von 1883 bis 1891 hier.[10]
- N. Gregory Mankiw (* 1958), Harvard Professor, der dem Council of Economic Advisers unter Präsident George W. Bush vorstand, wuchs in Cranford auf.[11]